# Kuhonbutsu (Jōshin-ji)
Kuhonbutsu (九品仏?), nombre oficial Joshin-ji (浄真寺 Joshin-ji?) es un templo budista perteneciente a la escuela Jōdo. Está dedicado a Buda Gautama y se ubica al suroeste del barrio especial de Setagaya, Tokio. Su nombre popular proviene de que en el recinto del templo se alojan nueve estatuas que representan las distintas manifestaciones de Buda Amida.

## Historia
El complejo del templo se levanta sobre la colina que ocupaba anteriormente el castillo de Okusawa, que pertenecía al clan Kira. Tras su destrucción durante la era Sengoku, el shogun Tokugawa Ietsuna cedió los terrenos a la escuela Jodo y, en 1678, el monje Kaseki edificó el templo.

## Descripción del templo

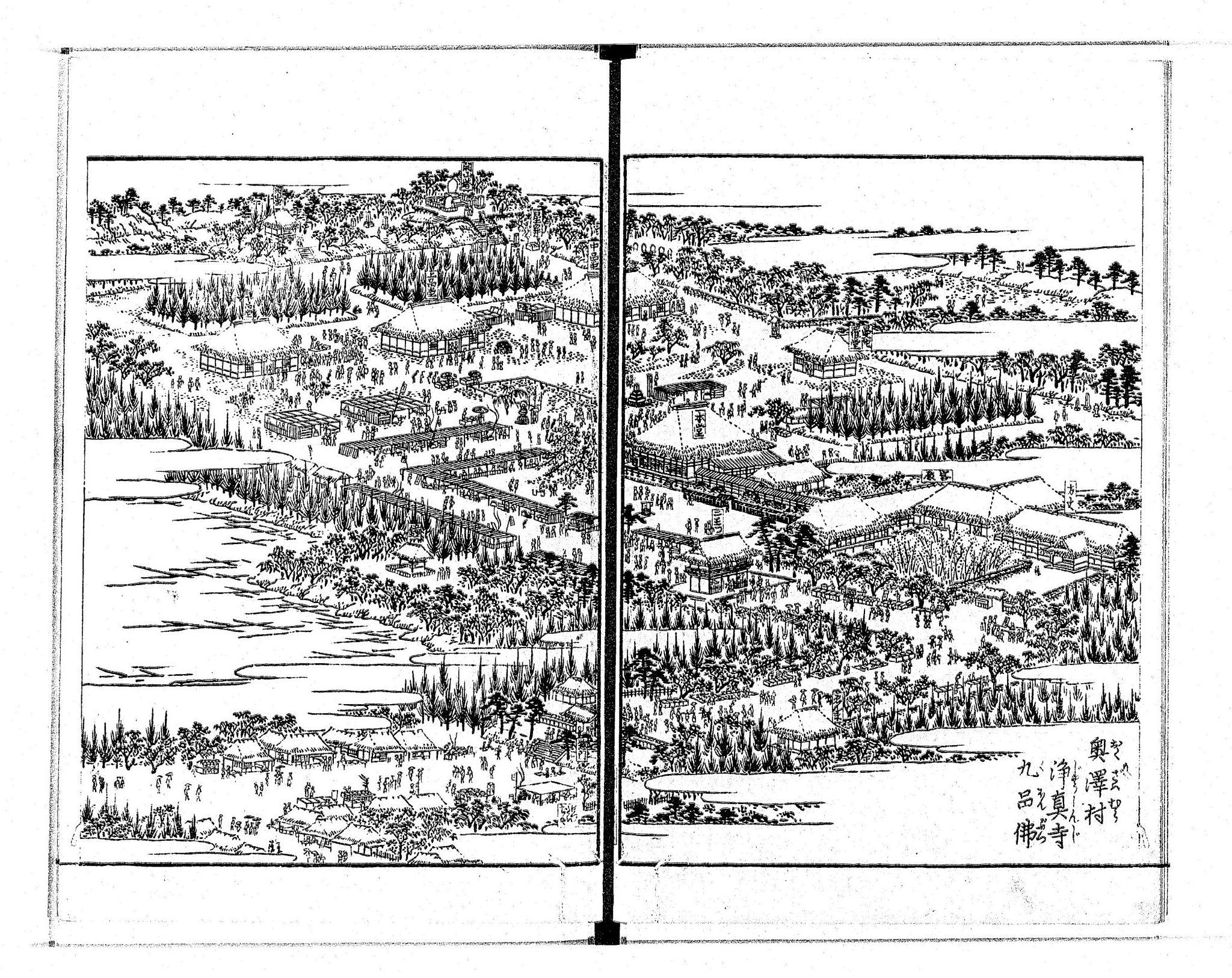
Mapa del templo en el siglo XIX

Este complejo se encuentra en una colina rodeada de un terraplén de barro, vestigios del antiguo castillo de Okusawa. En el recinto se pueden encontrar numerosos árboles longevos, como una gran torreya japonesa de más de 800 años de antigüedad y un ginkgo de, aproximadamente, 300 años.
Además, la disposición de la zona del templo representa la Tierra Pura. Siguiendo los 36 votos de Buda Amida, el recinto ocupa 3600 tsubo (12 000m2), las columnas de los tres salones de Buda suman 36 y el espacio que hay entre el salón del nivel alto de la Tierra Pura con el salón principal mide 36 ken (76.2 m).

### Salones del recinto

#### Salón principal (Ryūgo-den)

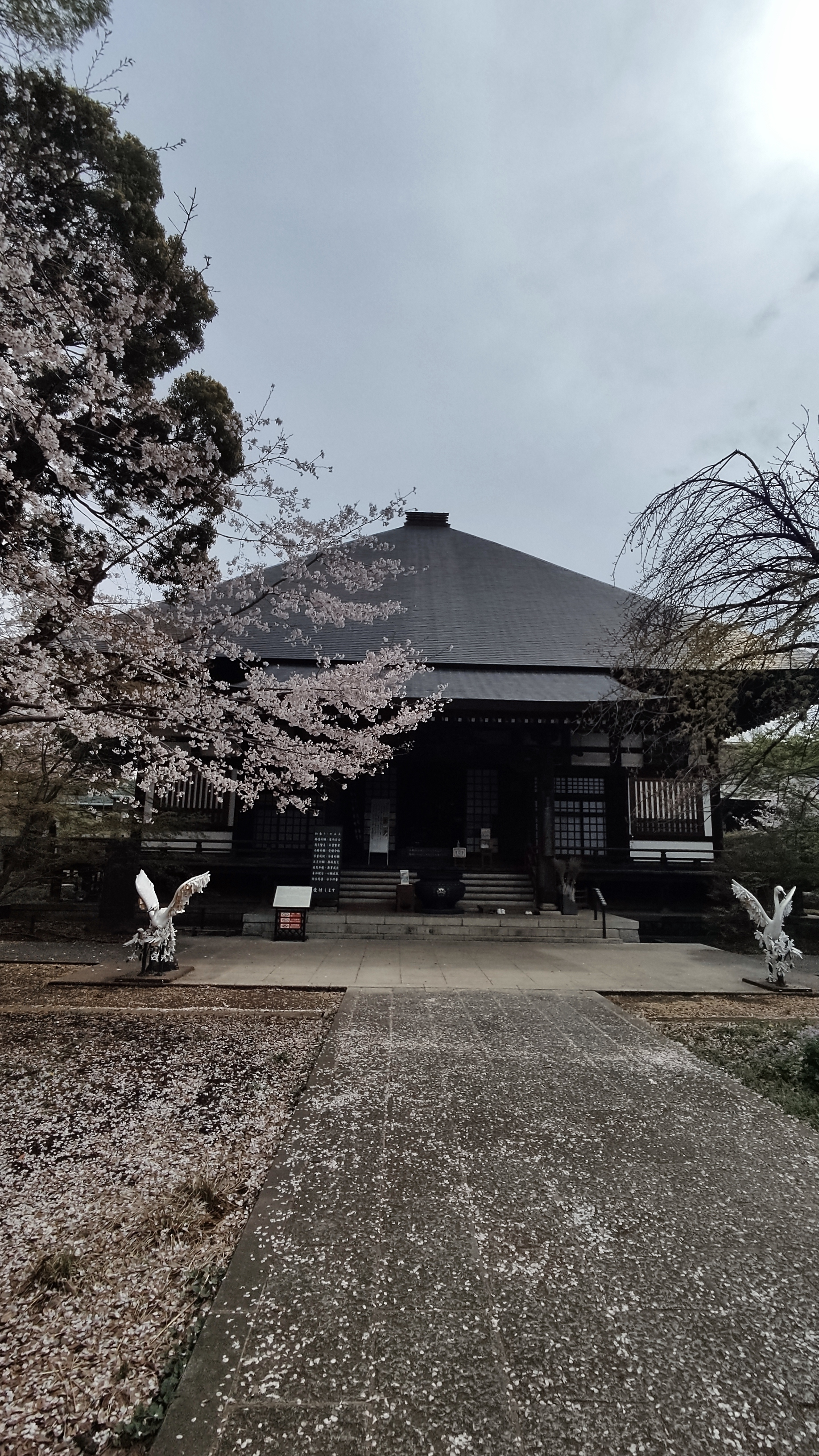
Salón principal (marzo de 2023)

El salón principal o Ryūgo-den (龍護殿?)es un edificio de casi 20 m de altitud y 20 m de anchura. Cuenta con un tejado a cuatro aguas con una cubierta de cobre. En el dintel, se encuentra una placa que reza "Ryūgo-den", el nombre oficial del salón. En el interior, entre las numerosas figuras que lo ornamentan, destaca una enorme estatua dorada de Buda Gautama de 2,81 m de altura. La estatua original, esculpida por Kaseki, se perdió en un incendio en 1748 y fue reemplazada por la actual en 1760.

#### Tres salones de los Budas (Sanbutsu-dō)

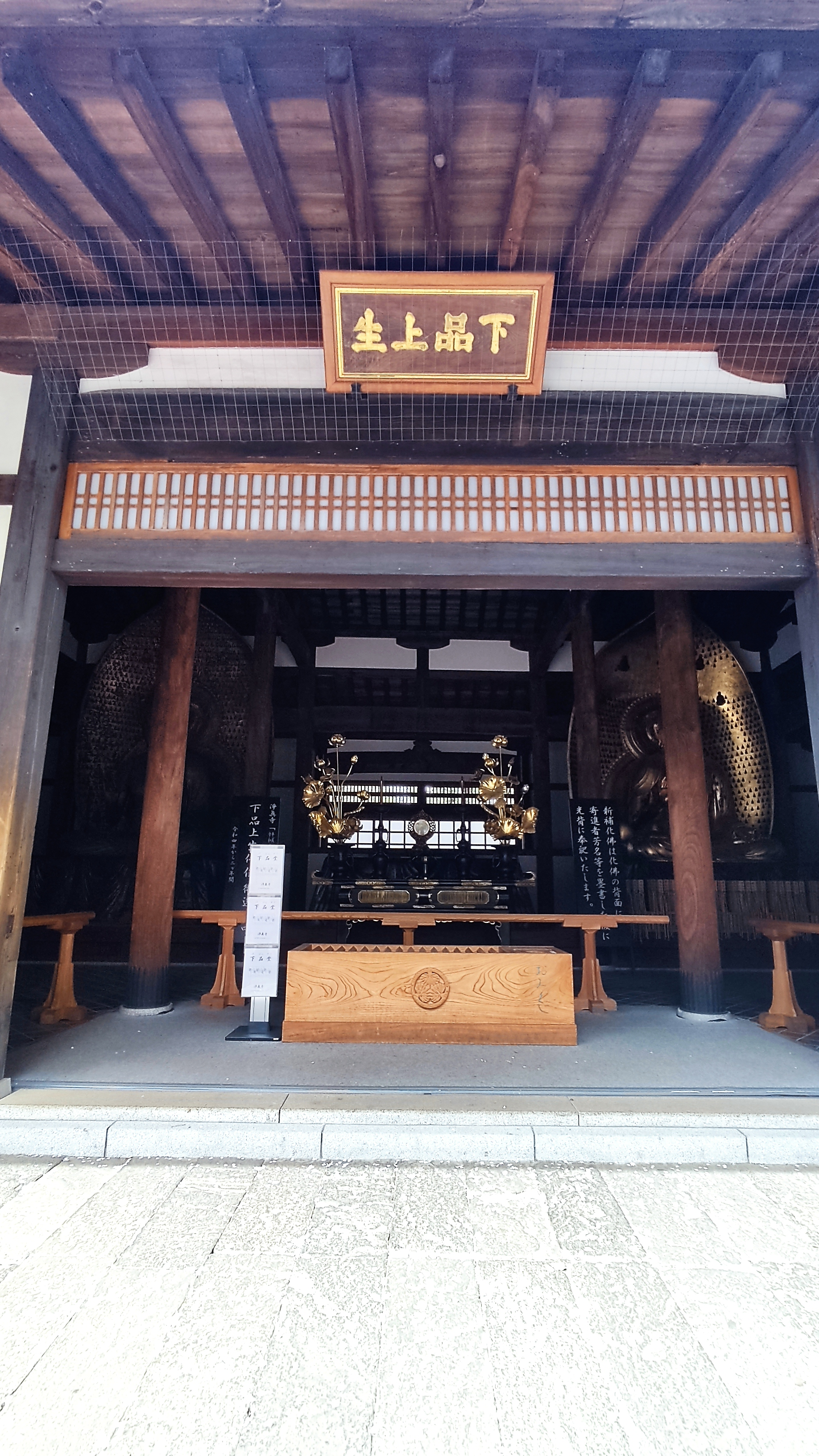
Gebon (marzo de 2023)
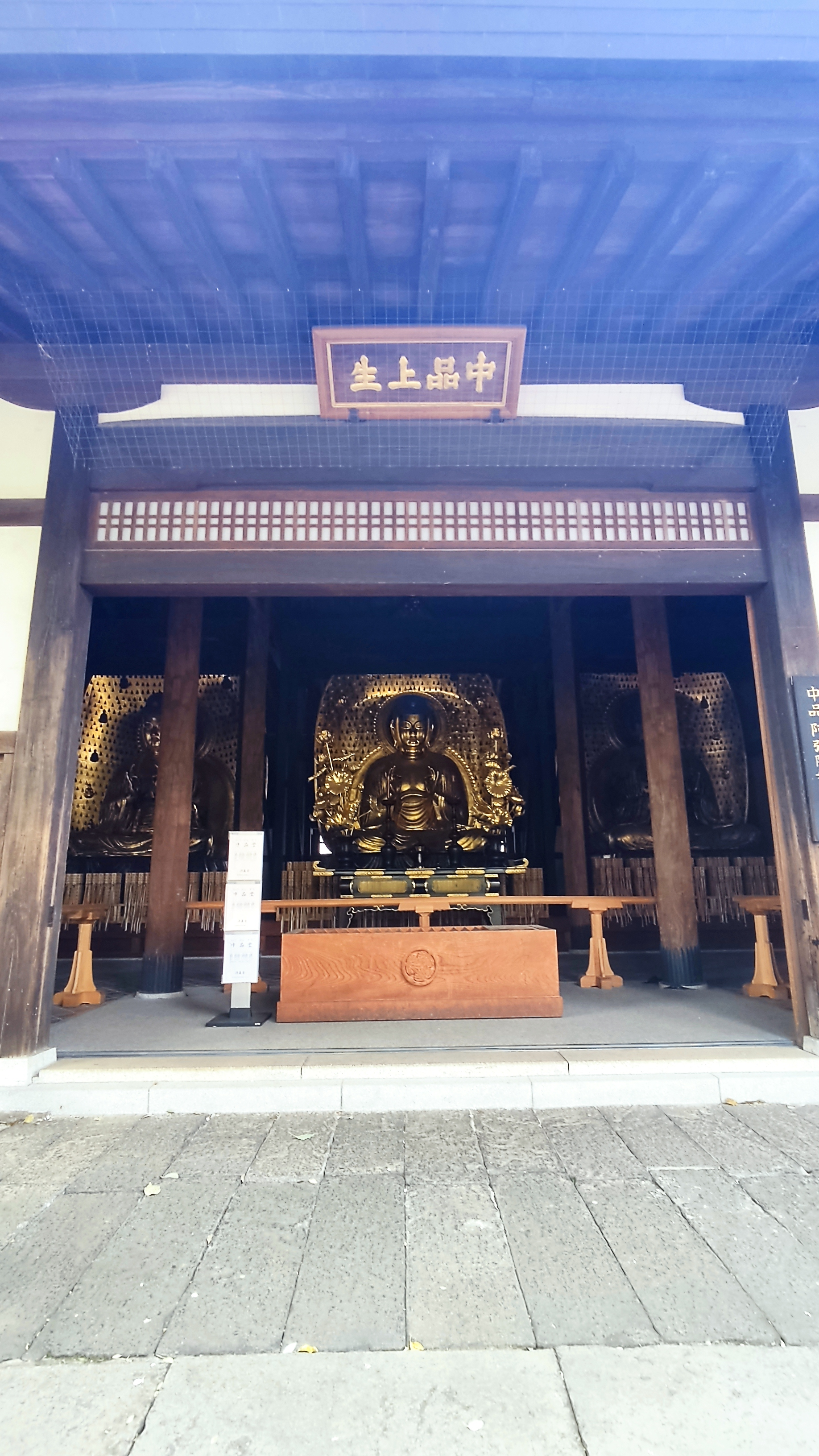
Chubon (marzo de 2023)
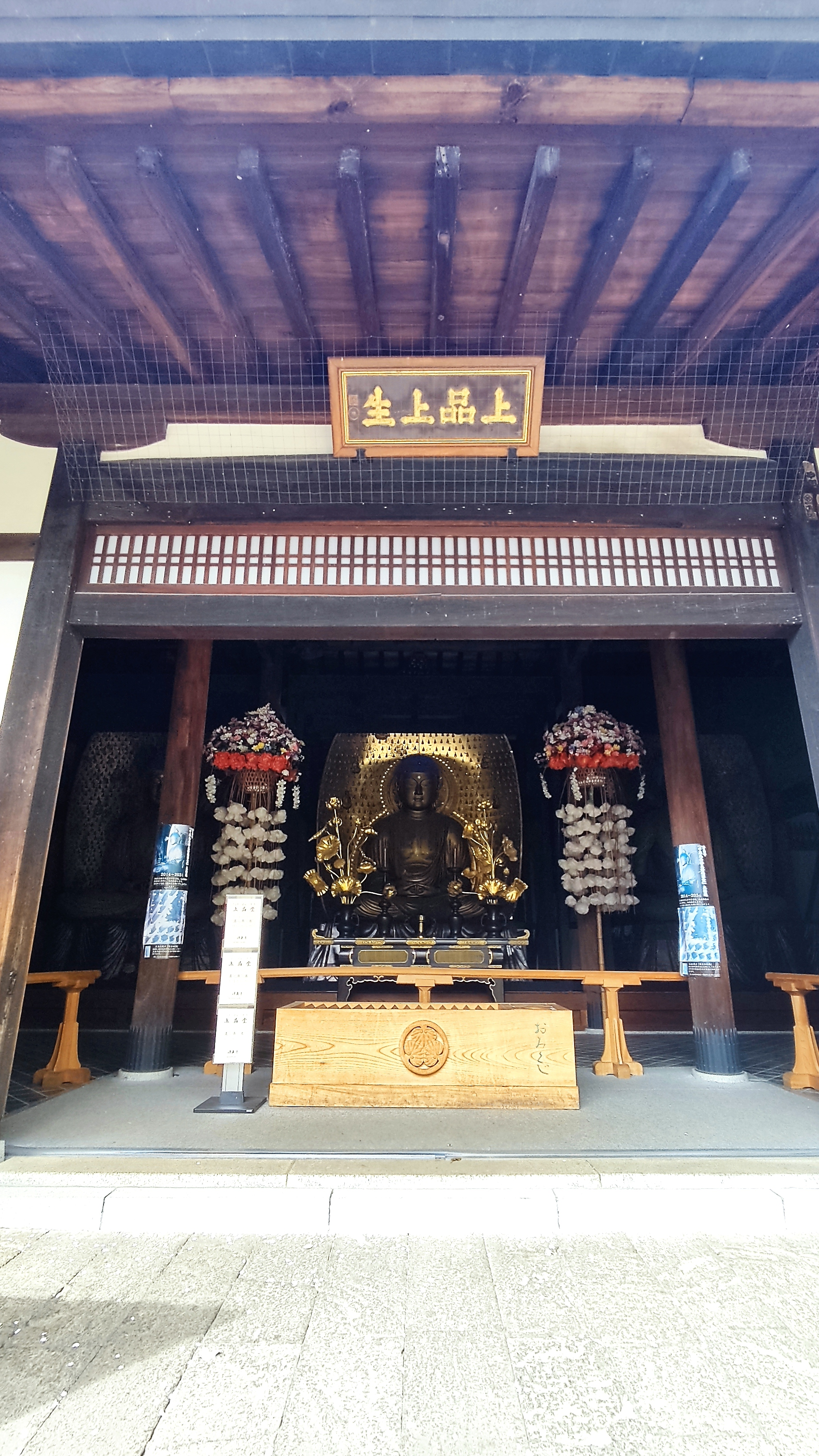
Jobon (marzo de 2023)

Enfrente del Ryūgo-den, se levantan tres salones: a la izquierda se encuentra el Gebon-dō (下品堂?), en el centro, Jōbon-dō (上品堂?) y, a la derecha, el Chūbon-dō (中品堂?). Cada edificio acoge tres estatuas doradas de Buda Amida, esculpidas también por Kaseki con ayuda de su discípulo Kaoku, que simbolizan los nueve niveles en los que se clasifican los individuos que renacen en la tierra pura según su pureza al momento de su muerte. El Gebon-dō acoge las estatuas del nivel inferior. El Chūbon-dō, las del nivel intermedio. Por último, el Jōbon-dō alberga las estatuas del nivel superior. Todas las estatuas adoptan una postura distinta. Las poses más mundanas se reservan a las estatuas de los niveles inferiores y, las más sacras, a las de los niveles superiores.

#### Salón de los Cinco Santuarios
Este salón protege el lado noreste (鬼門 (ki-mon?)) del recinto que se considera el lado del mal fario. Aquí se venera la representación de los cinco santuarios sintoístas más importantes de Japón (Ise, Kasuga, Sumiyoshi, Kumano Hongū y Iwashimizu Hachiman-gū)

#### Salón del fundador  (Kaizan-dō)

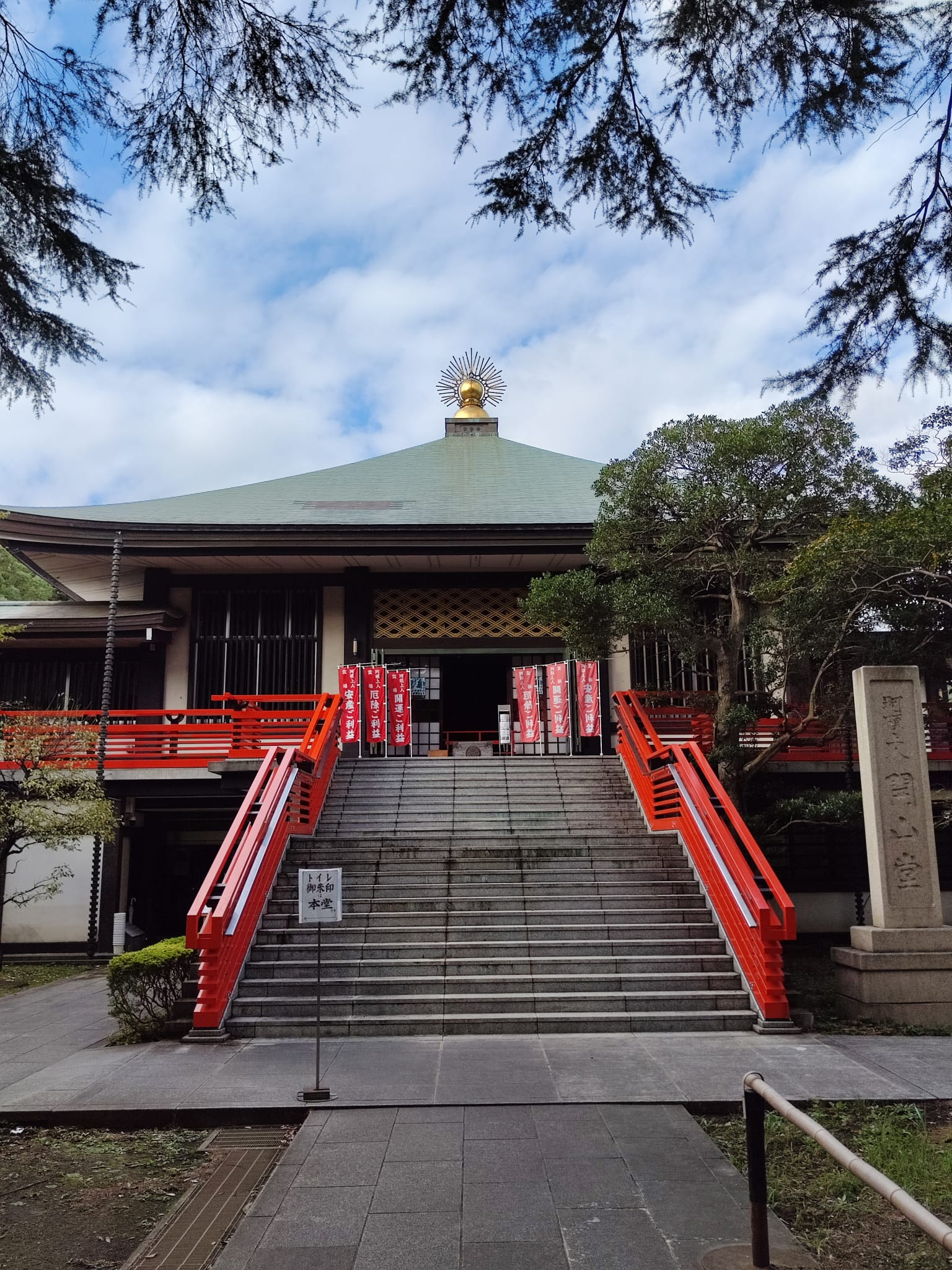
Vista frontal del salón del fundador

Dentro del salón del fundador se venera la estatua del monje Kaseki. A esta estatua se le atribuyen facultades de protección contra el infortunio y de asegurar que las mujeres embarazadas no sufran complicaciones durante el parto. El personal ajeno al templo no puede acceder al interior del edificio salvo el día 7 de cada mes.

#### Salón de Enma (Enma-dō)

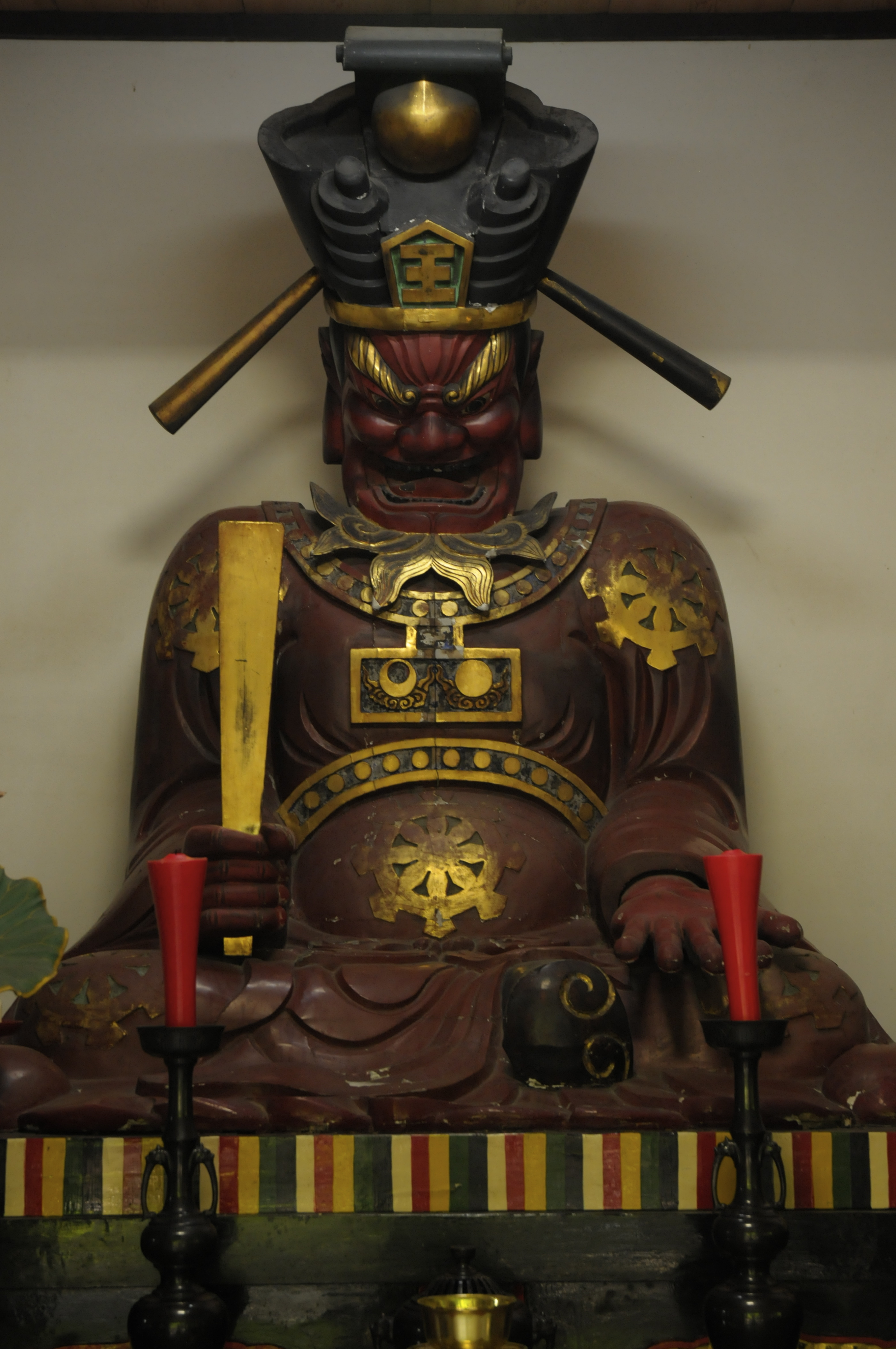
Estatua de Enma
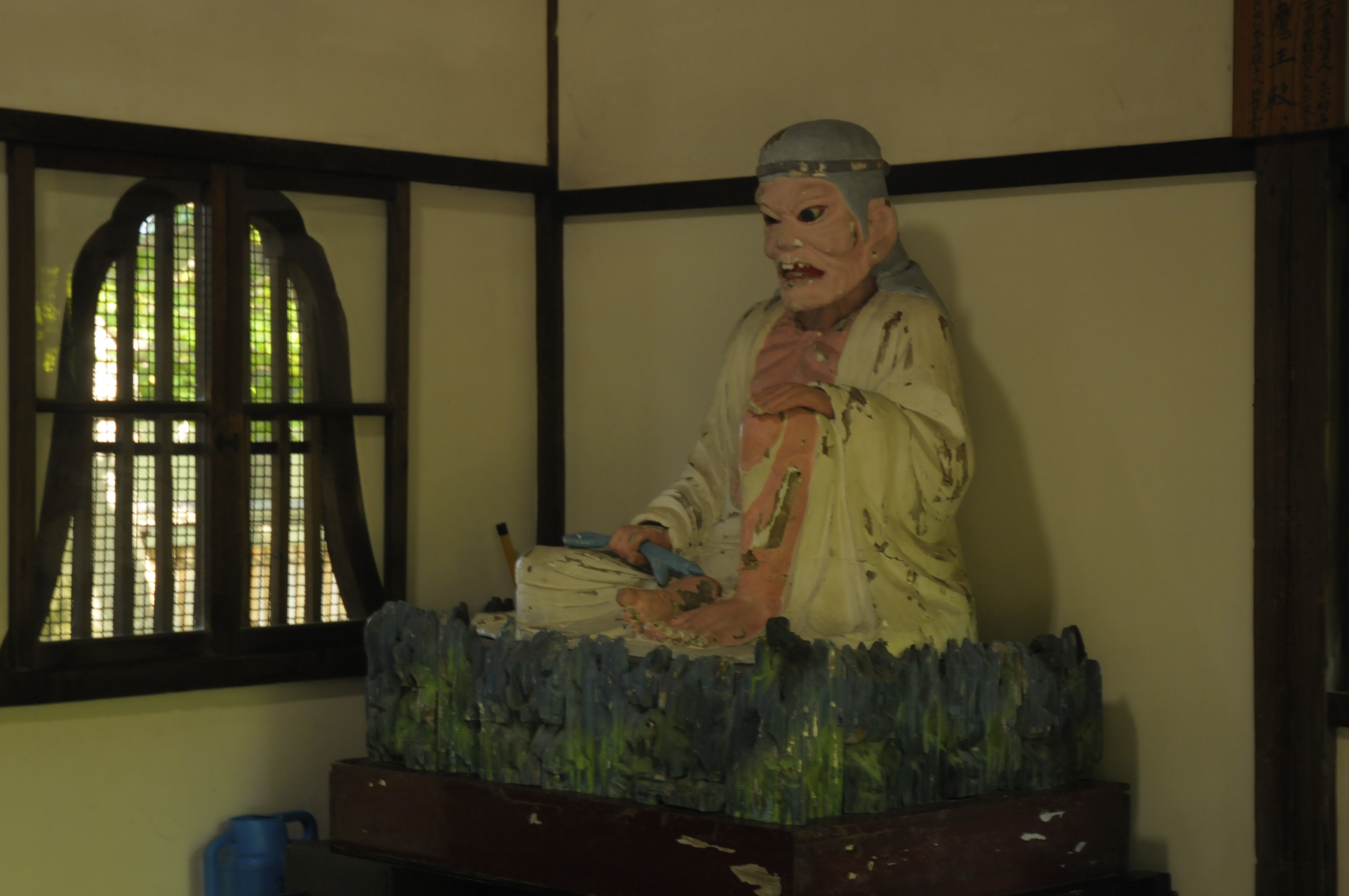
Estatua de Datsue-ba

En el salón de Enma (閻魔堂 (enma-dō?))se guardan tres estatuas. La central representa al rey de los demonios Enma, encargado de juzgar los pecados que los fallecidos hubiesen cometido durante su vida. La izquierda encarna a Datsue-ba, una mujer demoniaca que reside en las orillas del río Sanzu y arranca la ropa de los muertos. Por último, a la derecha, se encuentra la estatua de Keneo, que es el encargado de medir los pecados de los difuntos.

#### Salón de Kannon (Kannon-dō)

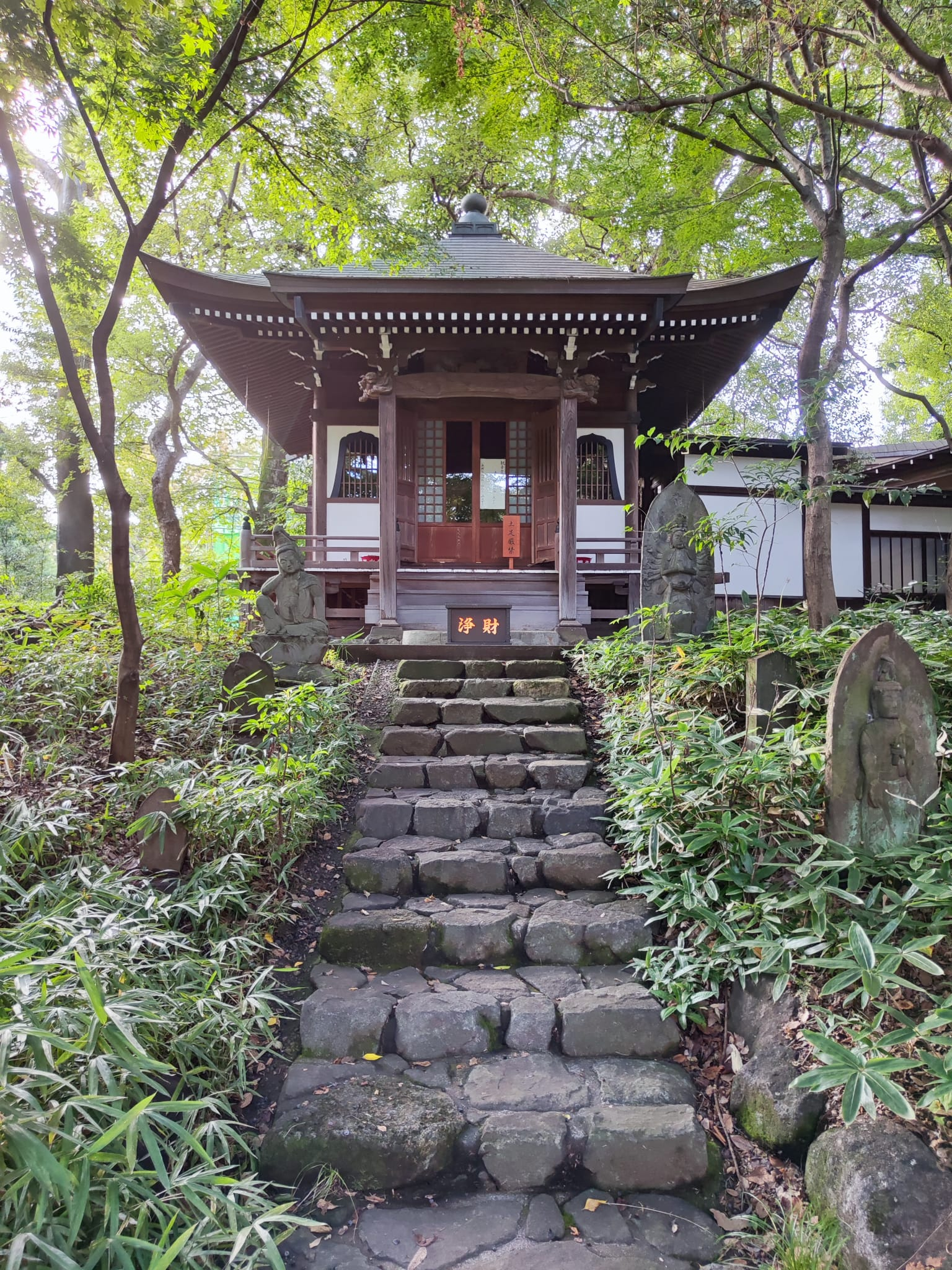
Salón de Kannon

En este salón, se adora al Bodhisattva Kannon. Alrededor del edificio hay 33 estatuas que representan las 33 manifestaciones de Kannon descritas en el sutra de este Bodhisattva.

### Puertas del recinto

#### Puerta exterior (Sōmon)

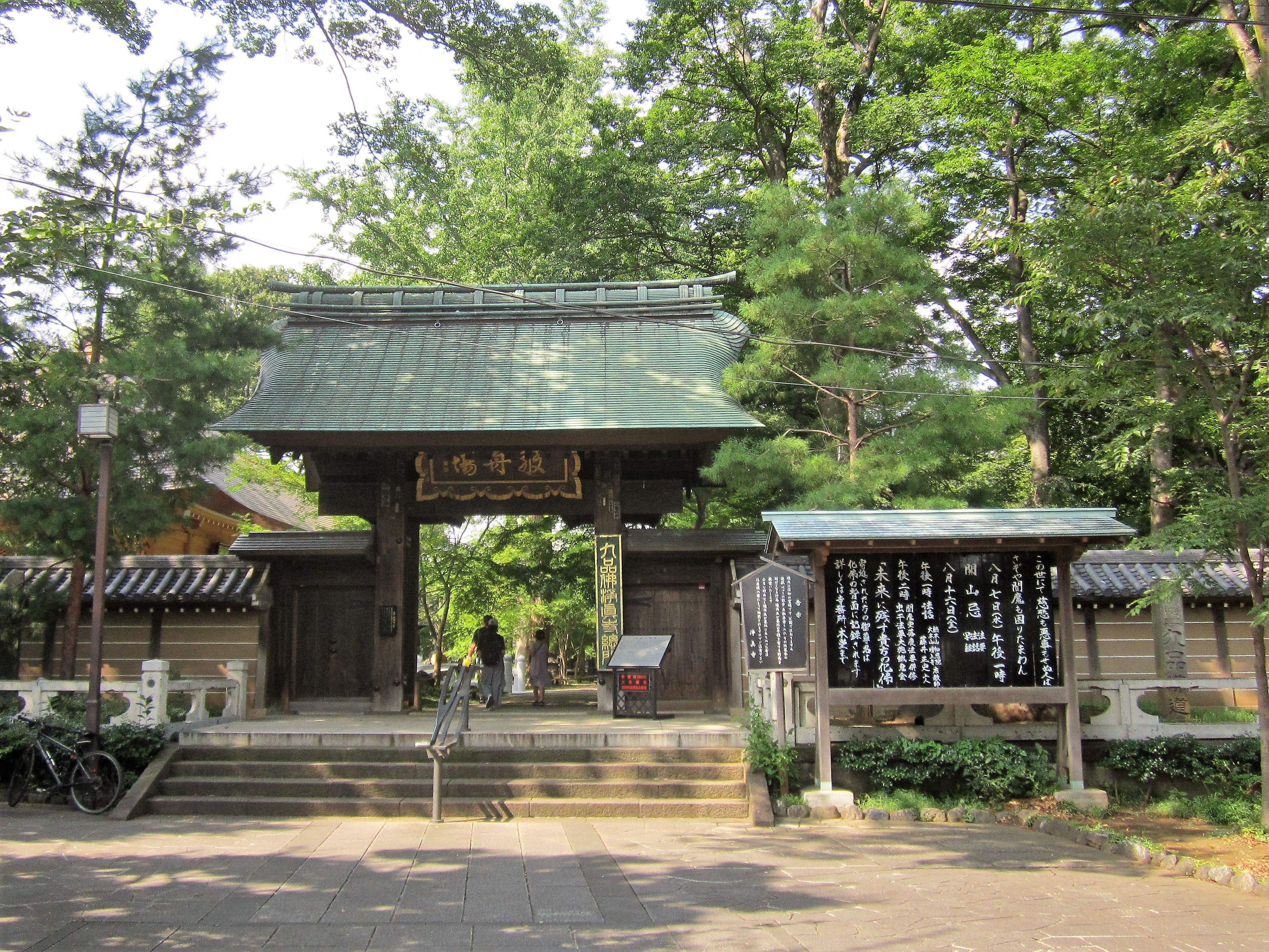
Puerta exterior del templo

La puerta exterior es una estructura simple de madera que porta el nombre oficial del templo sobre su pilar derecho y una placa que reza "Hanjujo (般舟場?)" en el dintel. Esta placa hace referencia al sutra de Pratyutpanna-samadhi, que contiene las primeras referencias conocidas a Buda Amida y su Tierra Pura. Aunque la puerta data de principios del siglo XIX, el tejado de cobre fue instalado en el año 1882.

#### Puerta oriental (Tō-mon)
La puerta oriental es de construcción reciente (finales del siglo XX). Conectada a la carretera que circunvala el templo, su función es dar acceso a los vehículos que acceden al recinto.

#### Puerta principal (Hon-mon)
La puerta principal o 仁王門 (niō-mon?)supone la entrada a la zona principal de culto del templo. Se trata de una estructura de madera construida en 1793 que se yergue sobre una plataforma de piedra. Mide seis metros de altitud, cuenta con un tejado irimoya con una cubierta de cobre de 1964 que sustituye a un antiguo techo de paja. Por otra parte, el cuerpo de la puerta se divide en dos pisos. En el superior, se atesoran una estatua de Amida y 25 de Bodhisattvas. En cuanto a la sección inferior, en la parte delantera, se pueden apreciar dos estatuas de Niō, deidades protectoras del budismo. En la parte trasera, se encuentran instaladas dos escaleras a cada lado sobre las que están colocadas una estatua del dios del viento Fūjin y, otra, del dios del trueno Raijin.

### Mausoleo del fundador
Detrás del Chūbon se sitúa el mausoleo del fundador, donde se encuentran enterrados Kaseki y los respectivos abades que le sucedieron.

### Campanario

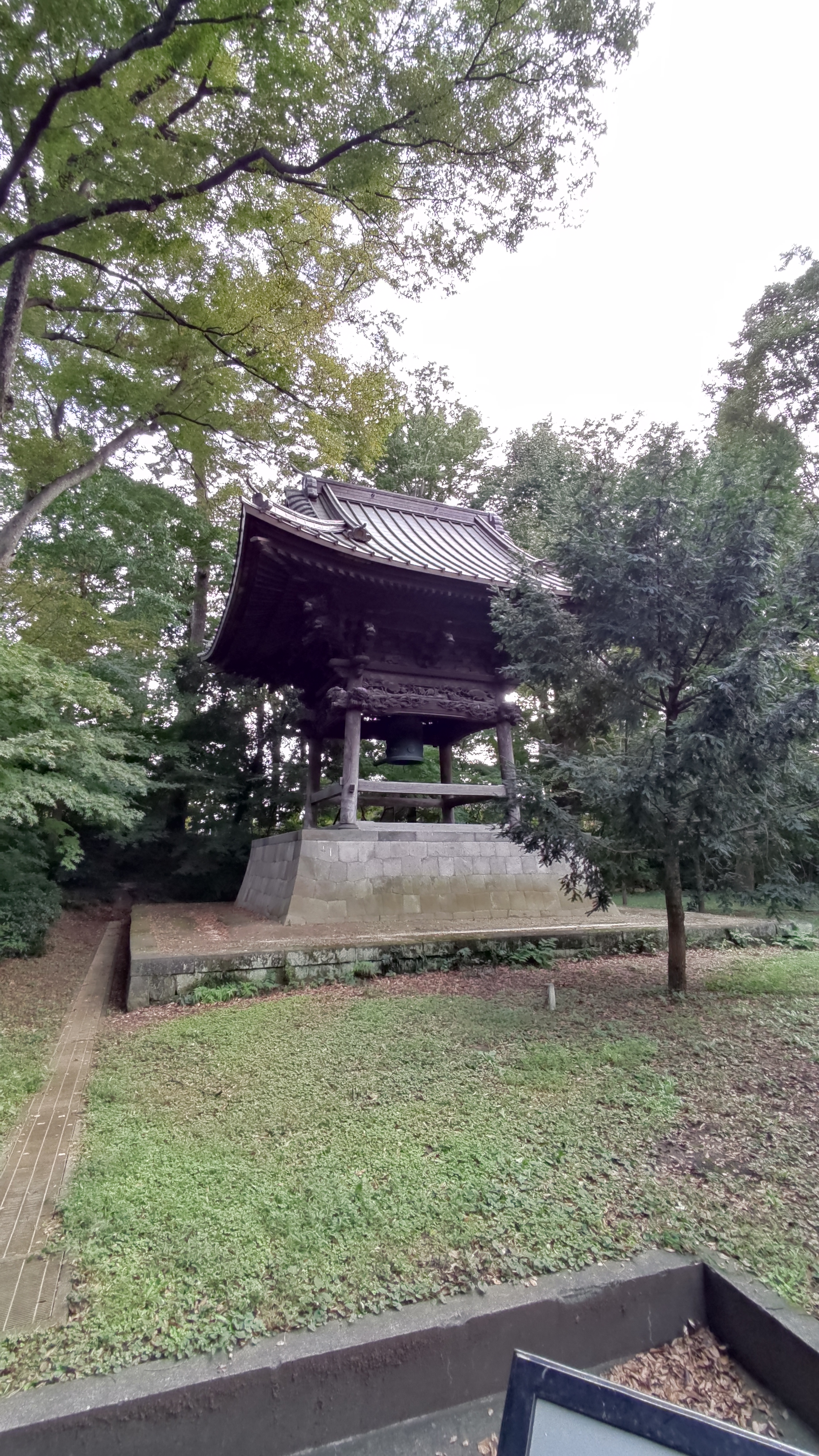
Campanario

El campanario, de estilo coreano, se encuentra a la izquierda de la puerta principal. Fue construido en el año 1708 como donativo de la familia Fujisawa del clan Tanioka. La estructura de madera se encuentra repleta de delicadas tallas y de elaboradas esculturas. Por otra parte, la campana está ornamentada con arabescos, figuras sedientes de Buda y seres celestiales. Cabe destacar que, es una de las pocas sobrevivientes de su estilo en Japón, ya que, durante la Segunda Guerra Mundial, el metal de las campanas se fundía para apoyar los esfuerzos de guerra. Se cree que fue respetada porque está decorada en un lado con la flor del crisantemo, emblema de la familia imperial.